# Fußball-Weltmeisterschaft der Frauen 2015/Gruppe E
| Pl. | Land       | Sp. | S | U | N | Tore    | Diff. | Punkte |
| --- | ---------- | --- | - | - | - | ------- | ----- | ------ |
| 1.  | Brasilien  | 3   | 3 | 0 | 0 | 004:000 | +4    | 09     |
| 2.  | Südkorea   | 3   | 1 | 1 | 1 | 004:500 | −1    | 04     |
| 3.  | Costa Rica | 3   | 0 | 2 | 1 | 003:400 | −1    | 02     |
| 4.  | Spanien    | 3   | 0 | 1 | 2 | 002:400 | −2    | 01     |

Gruppe E der Fußball-Weltmeisterschaft der Frauen 2015:

## Spanien – Costa Rica 1:1 (1:1)
| Spanien                                              | Spanien | Costa Rica | Costa Rica | Aufstellung                          |
| ---------------------------------------------------- | --- | --- | ---------- | ------------------------------------ |
| Spanien                                              | \| 1. Spieltag \| \| 9. Juni 2015 um 16:00 Uhr in Olympiastadion Montreal \| \| Zuschauer: 10.175 \| \| Schiedsrichterin: Salomé di Iorio ( Argentinien) \| \| Spielbericht \|                                                                                   | \| 1. Spieltag \| \| 9. Juni 2015 um 16:00 Uhr in Olympiastadion Montreal \| \| Zuschauer: 10.175 \| \| Schiedsrichterin: Salomé di Iorio ( Argentinien) \| \| Spielbericht \| | Costa Rica | Aufstellung Spanien gegen Costa Rica |
| Spanien                                              | Ainhoa Tirapu – Leire Landa, Irene Paredes, Marta Torrejón, Celia Jiménez (62. Ruth García) – Alexia Putellas, Vicky Losada, Sonia (72. Marta Corredera), Verónica Boquete , Natalia Pablos – Jennifer Hermoso (84. Priscila Borja) Cheftrainer: Ignacio Quereda | Dinnia Díaz – Lixy Rodríguez, Wendy Acosta, Carol Sánchez, Diana Sáenz – Katherine Alvarado, Maria Barrantes (74. Karla Villalobos), Raquel Rodríguez, Shirley Cruz , Melissa Herrera (88. Gabriela Guillén) – Carolina Venegas (80. Cristin Granados) Cheftrainerin: Amelia Valverde | Costa Rica | Aufstellung Spanien gegen Costa Rica |
| Spanien                                              | 1:0 Losada (13.) | 1:1 R. Rodríguez (14.) | Costa Rica | Aufstellung Spanien gegen Costa Rica |
| Spanien                                              | Jiménez | | Costa Rica | Aufstellung Spanien gegen Costa Rica |
| Spanien                                              | Vicky Losada erzielt das erste WM-Tor für Spanien | Raquel Rodríguez erzielt das erste WM-Tor für Costa Rica | Costa Rica | Aufstellung Spanien gegen Costa Rica |
| Spanien                                              | Spieler des Spiels: Raquel Rodríguez (Costa Rica) | | Costa Rica | Aufstellung Spanien gegen Costa Rica |
| 1. Spieltag                                          | | |            |                                      |
| 9. Juni 2015 um 16:00 Uhr in Olympiastadion Montreal | | |            |                                      |
| Zuschauer: 10.175                                    | | |            |                                      |
| Schiedsrichterin: Salomé di Iorio ( Argentinien)     | | |            |                                      |
| Spielbericht                                         | | |            |                                      |

## Brasilien – Südkorea 2:0 (1:0)
| Brasilien                                            | Brasilien | Südkorea | Südkorea | Aufstellung                          |
| ---------------------------------------------------- | --- | --- | -------- | ------------------------------------ |
| Brasilien                                            | \| 1. Spieltag \| \| 9. Juni 2015 um 19:00 Uhr in Olympiastadion Montreal \| \| Zuschauer: 10.175 \| \| Schiedsrichterin: Esther Staubli ( Schweiz) \| \| Spielbericht \|            | \| 1. Spieltag \| \| 9. Juni 2015 um 19:00 Uhr in Olympiastadion Montreal \| \| Zuschauer: 10.175 \| \| Schiedsrichterin: Esther Staubli ( Schweiz) \| \| Spielbericht \|                                                                | Südkorea | Aufstellung Brasilien gegen Südkorea |
| Brasilien                                            | Luciana – Tamires, Rafaelle (82. Géssica), Mônica, Fabiana – Thaisa, Formiga, Andressa (81. Raquel Fernandes) – Andressa Alves (90.+1’ Rafinha), Cristiane, Marta Cheftrainer: Vadão | Kim Jeong-mi – Lee Eun-mi, Shim Seo-yeon, Kim Do-yeon, Kim Hye-ri – Cho So-hyun , Kwon Hah-nul (77. Lee So-dam), Jeon Ga-eul, Ji So-yun, Kang Yu-mi (90.+1’ Park Hee-young) – Yoo Young-a (67. Jung Seol-bin) Cheftrainer: Yoon Deok-yeo | Südkorea | Aufstellung Brasilien gegen Südkorea |
| Brasilien                                            | 1:0 Formiga (33.) 2:0 Marta (53., Foulelfmeter) | | Südkorea | Aufstellung Brasilien gegen Südkorea |
| Brasilien                                            | Cho So-hyun | | Südkorea | Aufstellung Brasilien gegen Südkorea |
| Brasilien                                            | Marta wird mit dem 2:0, ihrem 15. WM-Tor alleinige WM-Rekordtorschützin | | Südkorea | Aufstellung Brasilien gegen Südkorea |
| Brasilien                                            | Spieler des Spiels: Formiga (Brasilien) | | Südkorea | Aufstellung Brasilien gegen Südkorea |
| 1. Spieltag                                          | | |          |                                      |
| 9. Juni 2015 um 19:00 Uhr in Olympiastadion Montreal | | |          |                                      |
| Zuschauer: 10.175                                    | | |          |                                      |
| Schiedsrichterin: Esther Staubli ( Schweiz)          | | |          |                                      |
| Spielbericht                                         | | |          |                                      |

## Brasilien – Spanien 1:0 (1:0)
| Brasilien                                             | Brasilien | Spanien | Spanien | Aufstellung                         |
| ----------------------------------------------------- | --- | --- | ------- | ----------------------------------- |
| Brasilien                                             | \| 2. Spieltag \| \| 13. Juni 2015 um 16:00 Uhr in Olympiastadion Montreal \| \| Zuschauer: 28.623 \| \| Schiedsrichterin: Carol Chenard ( Kanada) \| \| Spielbericht \|          | \| 2. Spieltag \| \| 13. Juni 2015 um 16:00 Uhr in Olympiastadion Montreal \| \| Zuschauer: 28.623 \| \| Schiedsrichterin: Carol Chenard ( Kanada) \| \| Spielbericht \|                                                                                                | Spanien | Aufstellung Brasilien gegen Spanien |
| Brasilien                                             | Luciana – Tamires, Rafaelle, Mônica, Fabiana (77. Poliana) – Andressa, Formiga, Thaisa (60. Darlene) – Andressa Alves, Cristiane (89. Raquel Fernandes), Marta Cheftrainer: Vadão | Ainhoa Tirapu – Leire Landa, Irene Paredes, Marta Torrejón, Celia Jiménez – Verónica Boquete , Virginia Torrecilla (77. Sonia), Vicky Losada – Alexia Putellas, Natalia Pablos (71. Silvia Meseguer), Marta Corredera (70. Priscila Borja) Cheftrainer: Ignacio Quereda | Spanien | Aufstellung Brasilien gegen Spanien |
| Brasilien                                             | 1:0 Andressa Alves (44.) | | Spanien | Aufstellung Brasilien gegen Spanien |
| Brasilien                                             | Raquel Fernandes | Landa | Spanien | Aufstellung Brasilien gegen Spanien |
| Brasilien                                             | Spieler des Spiels: Andressa Alves (Brasilien) | | Spanien | Aufstellung Brasilien gegen Spanien |
| 2. Spieltag                                           | | |         |                                     |
| 13. Juni 2015 um 16:00 Uhr in Olympiastadion Montreal | | |         |                                     |
| Zuschauer: 28.623                                     | | |         |                                     |
| Schiedsrichterin: Carol Chenard ( Kanada)             | | |         |                                     |
| Spielbericht                                          | | |         |                                     |

## Südkorea – Costa Rica 2:2 (2:1)
| Südkorea                                              | Südkorea | Costa Rica | Costa Rica | Aufstellung                           |
| ----------------------------------------------------- | --- | --- | ---------- | ------------------------------------- |
| Südkorea                                              | \| 2. Spieltag \| \| 13. Juni 2015 um 19:00 Uhr in Olympiastadion Montreal \| \| Zuschauer: 28.623 \| \| Schiedsrichterin: Carina Vitulano ( Italien) \| \| Spielbericht \|                                                            | \| 2. Spieltag \| \| 13. Juni 2015 um 19:00 Uhr in Olympiastadion Montreal \| \| Zuschauer: 28.623 \| \| Schiedsrichterin: Carina Vitulano ( Italien) \| \| Spielbericht \|                                                             | Costa Rica | Aufstellung Südkorea gegen Costa Rica |
| Südkorea                                              | Kim Jeong-mi – Lee Eun-mi, Shim Seo-yeon, Hwang Bo-ram, Kim Hye-ri (84. Lim Seon-joo) – Cho So-hyun , Kwon Hah-nul, Jeon Ga-eul, Ji So-yun, Kang Yu-mi (63. Jung Seol-bin) – Yoo Young-a (77. Lee Geum-min) Cheftrainer: Yoon Deok-yeo | Dinnia Díaz – Lixy Rodríguez, Wendy Acosta, Carol Sánchez, Diana Sáenz – Maria Barrantes (76. Karla Villalobos), Raquel Rodríguez, Katherine Alvarado, Shirley Cruz , Melissa Herrera – Cristin Granados Cheftrainerin: Amelia Valverde | Costa Rica | Aufstellung Südkorea gegen Costa Rica |
| Südkorea                                              | 1:1 Ji So-yun (21., Foulelfmeter) 2:1 Jeon Ga-eul (25.) | 0:1 Herrera (17.) 2:2 Villalobos (89.) | Costa Rica | Aufstellung Südkorea gegen Costa Rica |
| Südkorea                                              | Kim Hye-ri, Lee Geum-min, Hwang Bo-ram | | Costa Rica | Aufstellung Südkorea gegen Costa Rica |
| Südkorea                                              | Spieler des Spiels: Cristin Granados (Costa Rica) | | Costa Rica | Aufstellung Südkorea gegen Costa Rica |
| 2. Spieltag                                           | | |            |                                       |
| 13. Juni 2015 um 19:00 Uhr in Olympiastadion Montreal | | |            |                                       |
| Zuschauer: 28.623                                     | | |            |                                       |
| Schiedsrichterin: Carina Vitulano ( Italien)          | | |            |                                       |
| Spielbericht                                          | | |            |                                       |

## Costa Rica – Brasilien 0:1 (0:0)
| Costa Rica                                       | Costa Rica | Brasilien | Brasilien | Aufstellung                            |
| ------------------------------------------------ | --- | --- | --------- | -------------------------------------- |
| Costa Rica                                       | \| 3. Spieltag \| \| 17. Juni 2015 um 20:00 Uhr in Moncton Stadium \| \| Zuschauer: 9.543 \| \| Schiedsrichterin: Efthalia Mitsi ( Griechenland) \| \| Spielbericht \| | \| 3. Spieltag \| \| 17. Juni 2015 um 20:00 Uhr in Moncton Stadium \| \| Zuschauer: 9.543 \| \| Schiedsrichterin: Efthalia Mitsi ( Griechenland) \| \| Spielbericht \|           | Brasilien | Aufstellung Costa Rica gegen Brasilien |
| Costa Rica                                       | Dinnia Díaz – Lixy Rodríguez, Wendy Costa, Carol Sánchez, Diana Sáenz – Raquel Rodríguez, Katherine Alvarado (86. Fabiola Sánchez), Shirley Cruz Traña – Maria Barrantes (72. Karla Villalobos), Cristin Granados (57. Carolina Venegas), Melissa Herrera Cheftrainer: Amelia Valverde | Luciana – Tamires, Rafaelle, Mônica (66. Géssica), Poliana – Rosana, Andressa, Maurine , Raquel Fernandes – Darlene (59. Beatriz), Gabi Zanotti (78. Rafinha) Cheftrainer: Vadão | Brasilien | Aufstellung Costa Rica gegen Brasilien |
| Costa Rica                                       | 0:1 Raquel Fernandes (83.) | | Brasilien | Aufstellung Costa Rica gegen Brasilien |
| Costa Rica                                       | Spieler des Spiels: Andressa (Brasilien) | | Brasilien | Aufstellung Costa Rica gegen Brasilien |
| 3. Spieltag                                      | | |           |                                        |
| 17. Juni 2015 um 20:00 Uhr in Moncton Stadium    | | |           |                                        |
| Zuschauer: 9.543                                 | | |           |                                        |
| Schiedsrichterin: Efthalia Mitsi ( Griechenland) | | |           |                                        |
| Spielbericht                                     | | |           |                                        |

## Südkorea – Spanien 2:1 (0:1)
| Südkorea                                                | Südkorea | Spanien | Spanien | Aufstellung                        |
| ------------------------------------------------------- | --- | --- | ------- | ---------------------------------- |
| Südkorea                                                | \| 3. Spieltag \| \| 17. Juni 2015 um 19:00 Uhr in Lansdowne Stadium, Ottawa \| \| Zuschauer: 21.562 \| \| Schiedsrichterin: Anna-Marie Keighley ( Neuseeland) \| \| Spielbericht \|                                                   | \| 3. Spieltag \| \| 17. Juni 2015 um 19:00 Uhr in Lansdowne Stadium, Ottawa \| \| Zuschauer: 21.562 \| \| Schiedsrichterin: Anna-Marie Keighley ( Neuseeland) \| \| Spielbericht \|                                                                                           | Spanien | Aufstellung Südkorea gegen Spanien |
| Südkorea                                                | Kim Jeong-mi – Lee Eun-mi, Hwang Bo-ram, Shim Seo-yeon, Kim Hye-ri (46. Kim Soo-yun) – Cho So-hyun , Kwon Hah-nul, Jeon Ga-eul, Ji So-yun, Kang Yu-mi (77. Park Hee-young) – Park Eun-sun (59. Yoo Young-a) Cheftrainer: Yoon Deok-yeo | Ainhoa Tirapu de Goñi – Leire Landa, Irene Paredes, Marta Torrejón, Celia Jiménez – Alexia Putellas, Verónica Boquete , Virginia Torrecilla, Vicky Losada (57. Silvia Meseguer), Marta Corredera (75. Erika Vázquez) – Natalia Pablos (63. Sonia) Cheftrainer: Ignacio Quereda | Spanien | Aufstellung Südkorea gegen Spanien |
| Südkorea                                                | 1:1 Cho So-hyun (53.) 2:1 Kim Soo-yun (78.) | 0:1 Boquete (29.) | Spanien | Aufstellung Südkorea gegen Spanien |
| Südkorea                                                | Hwang Bo-ram (2., im nächsten Spiel gesperrt) | Torrecilla | Spanien | Aufstellung Südkorea gegen Spanien |
| Südkorea                                                | Spieler des Spiels: Ji So-yun (Südkorea) | | Spanien | Aufstellung Südkorea gegen Spanien |
| 3. Spieltag                                             | | |         |                                    |
| 17. Juni 2015 um 19:00 Uhr in Lansdowne Stadium, Ottawa | | |         |                                    |
| Zuschauer: 21.562                                       | | |         |                                    |
| Schiedsrichterin: Anna-Marie Keighley ( Neuseeland)     | | |         |                                    |
| Spielbericht                                            | | |         |                                    |